# Моасир Барбоза
Моасир Барбоза Насименто (порт. Moacir Barbosa Nascimento; Кампинас, 27. март 1921 — Праја Гранде, 7. април 2000) био је бразилски фудбалер, играо је на позицији голмана.
Познат је по томе што је био први голман Бразила на Светском првенству 1950. године. У финалном мечу фазе Светског првенства, који је одигран 16. јула 1950. на стадиону Маракана у Рио де Жанеиру, Уругвај је победио резултатом 2:1 репрезентацију Бразила која је као домаћин била апсолутни фаворит. Меч се сматра једним од највећих изненађења у историји фудбала. Навијачи, медији и готово целокупна јавност Бразила је оптужила Барбозу да је крив за пораз. Након тог меча доживео је много непријатности, једно време је радио као домар на Маракани и до краја живота је практично живео у беди.

## Биографија

### Клупска каријера
Моасир Барбоза Насименто је рођен у породици Емидија Барбозе и Исауре Фереире из Кампинаса. Поред њега, породица је имала још десеторо деце. Фудбалску каријеру је започео у аматерском клубу Атлетико Тамандер. Потом је играо на позицији нападача у нижеразредном клубу АДСИ, који је био у власништву фармацеутске компаније у којој је радио. Две године касније прешао је у Ипирангу где је прекомандован на позицију голмана. Године 1945. постао је играч Васко да Гаме, заменивши првог голмана екипе Родригеза, који је завршио каријеру. У првој сезони помогао је клубу да освоји Лигу Кариока, а тим није изгубио ниједну утакмицу у сезони. Управо је та сезона означила почетак стварања тима који је касније добио надимак „Експрес из Виторије”, освојили су пет титула Лиге Кариока и један турнир Рио−Сао Пауло. Највеће достигнуће у том периоду била је победа у клупском првенству Јужне Америке 1948. На том турниру, Барбоза је примио само три гола на шест утакмица. И у одлучујућој утакмици успео је да сачува свој гол против Ривер Плејта, у коме су играли познати играчи тог доба Ди Стефано, Хосе Мануел Морено, Анхел Лабруна и Феликс Ловстау.
Године 1953. у судару са Жезињом играчем Ботафогоа, задобио је тешку повреду прелома ноге. Након тога упао је у депресију. Али навијачи Васка који су га стално посећивали помогли су му да се извуче из депресије. Године 1956. прешао је у Санта Круз, а затим је бранио за Бонсусесо, након тога поново је бранио за Васко да Гаму. 1962. године Барбоза је завршио играчку каријеру у клубу Кампо Гранде. Дана 8. јула 1962. године, одиграо је последњу утакмицу у каријери. Након играчке каријере, добио је посао домара на стадиону Маракана. Године 1993, уочи утакмице између Бразила и Уругваја, Барбоза је желео да погледа тренинг тадашњег голмана националног тима, Клаудија Тафарела. Тадашњи бразилски селектор Карлос Алберто Пареира забранио му је да присуствује, сматрајући да би то био „лош знак” и да „доноси несрећу”. Последњих година свог живота Барбоза је живео у граду Праја Гранде у потпуном сиромаштву. Преминуо је од последица можданог удара 7. априла 2000. године. Сахрањен је на гробљу Морада да Гранде Планис, а последњем испраћају прусутвовало је свега педесетак људи.
Године 2006. изабран је у такозвани „дрим тим” фудбалског клуба Васко да Гама, а проглашен је за најбољег голмана у историји клуба.

### Репрезентација
За репрезентацију Бразила је дебитовао 16. децембра 1945. године у мечу са Аргентином на Рока купу, у којем су Бразилци изгубили резултатом 3:4, а Барбоза је ушао у игру са клупе заменивши Обердана Катанија. Други меч за национални тим је одиграо три године касније на Рио Бранко купу против репрезентације Уругваја (резултат 1:1). Године 1949, Флавио Коста који је био селектор националног тима и тренер Васко да Гаме, поставио је Барбозу за првог голмана на шампионату Јужне Америке. Бранио је на свих осам утакмица, а његов тим освојио је златну медаљу, први пут од 1922. године.

"У Бразилу највећа казна за кривично дело је 30 година затвора. За злочин који нисам починио ја ево плаћам већ 44 године."

— изјава Барбозе из 1994. године уочи Светског првенства у САД.
Био је први голман репрезентације Бразила на Светском првенству 1950. године, које се одржавало управо у Бразилу. У првом делу турнира, тим је победио на два сусрета и један одиграо нерешено. Бразилци су потом помели своја прва два противника у завршној групи. Било је 7:1 против Швеђана и 6:1 против Шпанаца. Пре одлучујуће утакмице против Уругваја, Бразил је био први са четири бода и импресивном гол-разликом од 13-2, док је Уругвај био само један бод иза (за победу су се тада давала два бода). Уочи утакмице, бразилски медији су били сигурни у победу те је часопис Газета Еспортива написао наслов: „Сутра ћемо победити Уругвај!“, „О Мундо“ је објавио фотографију тима са текстом: „Ово су светски прваци“. Сви у бразилском фудбалу били су толико сигурни у победу да су играчи националног тима непосредно пре меча добили златни сат с натписом: „За светске прваке“, а Жил Риме, председник ФИФА, унапред је припремио говор у којем је одао почаст Бразилцима. Дана 16. јула 1950. године догодио се историјски спектакл назван Maracanazo, утакмица одиграна пред званично 199.954 гледалаца (док процене говоре и до 215.000) на стадиону Маракана. Бразилу је одговарао и нерешен резултат да би првенство било њихово. Уистину, чинило се да ће Бразил освојити првенство након вођства у 47. минуту захваљујући голу Фриасе. Ипак, Уругвај је успео да изједначи, а једанаест минута пре краја утакмице и повео захваљујући голу Алсидеса Гиђе. Уругвај је успео да сачува вођство до краја утакмице и тако постао светски првак по други пут у свом другом наступу на светским првенствима. Многи су сматрали да је гол Гиђе грешка Барбозе, пошто је примио гол у ближи угао и из јединог шута који је Алсидес Гиђа упутио на целој утакмици. Такође, био је то последњи ударац ка голу Бразила. Навијачи, медији и целокупна јавност Бразила је готово једногласно оптужила Барбозу за пораз од Уругваја.
Након меча са супругом Клотилдом је отишао кући. Породица и комшије из кварта где су живели, унапред су поставили сто како би заједно прославили победу. Кад су стигли, више никога није било, а храна је била нетакнута.
Супротно увреженом мишљењу, пораз од Уругваја није била последња утакмица Барбозе за национални тим. Године 1953. позван је на своје друго првенство Јужне Америке, где је одиграо чак и један меч против Еквадора. Али на том турниру први голман је био Карлос Кастиљо, те је одиграо само ту једну утакмицу на турниру. Био је на ширем списку кандидата за одлазак на Светско првенство 1954. године, али због прелома ноге годину дана раније није позван. Сусрет са Еквадором био му је последњи меч у дресу бразилске репрезентације, а укупно је одиграо 20 званичних и две незваничне утакмице за репрезентацију, у којима је примио 27 голова.

## Стил игре
Барбоза је имао веома храбар стил игре. Нарочито је истрчавао и улазио у шут нападачима, што га је често коштало повреда. Конкретно, имао је шест прелома леве руке и пет десне. Невољно је носио голманске рукавице, а често играо без њих и само голим рукама. Још једна карактеристичност Барбозе била је његова висина од само 170 цм, али је то све надокнађивао одличном скок игром и избијањем лопти из шеснаестерца.

## Трофеји
- Лига Кариока: 1945, 1947, 1949, 1950, 1952.
- Рока куп: 1945.
- Куп Рио-Бранко: 1947, 1950.
- Турнир Рио — Сао Пауло: 1948.
- Клупски шампионат Јужне Америке: 1948.
- Копа Америка: 1949.
- Куп Рија: 1953.

## Приватни живот
Био је ожењен са Клотилдом, која је преминула у 56 години (од рака кичме), а по његовим речима то му је био најгори тренутак у животу. Последњих година свог живота је живео са усвојеном ћерком Терезом. Није имао своје биолошке деце.
Био је оптужен да је симпатизер комунизма због потписивања манифеста Бразилске комунистичке партије, који је у тој земљи био забрањен тих година. Касније је тврдио да није ни знао какав документ је потписао.
Године 1963. приредио је роштиљ пред капијом стадиона Маракана. Абелардо Франко био је директор свих стадиона у Рију, а баш у то време заиста је ФИФА донела одлуку да дрвене конструкције буду замењене гвозденим. Имао је само једну жељу — да добије дрвену конструкцију гола „десно од репортерских кабина“ на Маракани. Абелардо није имао куд и Барбоза је заказао опроштајни роштиљ и запалио конструкцију гола.
Према његовим речима, највећу бол коју су му нанели људи, јесу речи жене која је била са сином у продавници и упирала прст у Барбозу а потом изговорила: „Видиш сине, ово је човек због кога је плакао читав Бразил."